# Összefogás
Összefogás (deutsch Zusammenschluss) war ein Wahlbündnis mehrerer ungarischer Parteien, das zur Parlamentswahl in Ungarn 2014 antrat.
Es wurde am 14. Januar 2014 gegründet und bestand aus Mitte-links-Parteien der Opposition. Spitzenkandidat für das Amt des Ministerpräsidenten war Attila Mesterházy der Partei MSZP. Der Wahlspruch des Bündnisses lautete „Wir starten eine neue Epoche“.
Bei den Umfragen vor der Parlamentswahl 2014 lag das Bündnis bei 30 bis 33 Prozent der Wählerstimmen. Laut offiziellem Endergebnis erhielt Összefogás 26,85 Prozent der Listenstimmen und somit insgesamt 38 Mandate im Ungarischen Parlament. Dies entspricht 19,1 Prozent der Gesamtmandate.

## Zusammensetzung zur Wahl 2014
| Partei                           | Vorsitzender                | Ausrichtung                            | Anzahl Kandidaten (2014) | Anzahl Kandidaten (2014) |
| Partei                           | Vorsitzender                | Ausrichtung                            | Direktkandidaten (106)   | Listenkandidaten (60)    |
| -------------------------------- | --------------------------- | -------------------------------------- | ------------------------ | ------------------------ |
| Magyar Szocialista Párt          | Attila Mesterházy           | Sozialdemokratie                       | 71                       | 42                       |
| Együtt–Párbeszéd Magyarországért | Gordon Bajnai Benedek Jávor | Linksliberalismus, Grüner Liberalismus | 22                       | 9                        |
| Demokratikus Koalíció            | Ferenc Gyurcsány            | Linksliberalismus                      | 13                       | 6                        |
| Magyar Liberális Párt            | Gábor Fodor                 | Liberalismus                           | 0                        | 3                        |